# Amalia Rosenblüth
Amalia Rosenblüth, Deckname Margarete Dengler, (geboren 10. Mai 1892 in Sanok, Österreich-Ungarn; gestorben 10. August 1979 in Seattle) war eine austroamerikanische Bibliothekarin.

## Leben
Amalia Rosenblüth war eine Tochter des Kaufmanns Meilche Rosenblüth (1869–1937) und der Ruth Fink. Ihren Brüdern, dem Kardiologen Edmund Rosenblüth (geboren 1901) und dem Kinderarzt Alexander Ronald (1898–1970) gelang 1938 die Flucht nach Indien, ihre Schwester, die Zahnärztin Rosa Rosenblüth (1894–1944), wurde im KZ Auschwitz ermordet. Amalia Rosenblüth besuchte Gymnasialkurse am k. k. Gymnasium Sanok und legte 1910 die Matura am Privat-Mädchen-Gymnasium der Sophia Strzalkowska in Lemberg ab. Sie studierte ab 1910 an der Universität Lemberg, unter anderem bei den Philosophen und Logikern Kazimierz Twardowski und Jan Lukasiewicz, und ab 1914 an der Universität Wien. Sie wurde 1917 mit der Dissertation Über das sogenannte disjunktive Urteil in der neueren Logik bei Adolf Stöhr und dem Zweitgutachter Robert Reininger promoviert. Sie schloss weitere Studien an der juristischen Fakultät an, u. a. bei Hans Kelsen und Carl Grünberg. Danach war sie unbezahlte Bibliothekarin am Philosophischen Institut und unbezahlte Assistentin des Direktors und hielt Proseminare ab. Ab 1932 erhielt sie dann eine Bezahlung für die Arbeit als Bibliothekarin und organisierte den Umzug und die Neuaufstellung der Bibliothek. Im Frühjahr 1937 wurde ihre Weiterbestellung seitens des Unterrichtsministeriums aus antisemitischen Gründen nicht mehr genehmigt.
Nach dem Anschluss Österreichs 1938 verlor sie ihre Beschäftigung an der Universität und fand 1939 eine Arbeit in der von Theodor Heller gegründeten „Erziehungsanstalt für geistig abnorme und nervöse Kinder“ in Wien-Grinzing. Sie erwarb im April 1940 einen für ein Jahr gültigen Deutschen Reisepass mit einem J-Stempel und besorgte sich ein bis Oktober 1941 gültiges Einreisevisum für China und eines für die Dominikanische Republik. Die Ausreise scheiterte aus finanziellen Gründen. Ende 1940 verlor sie ihre Wohnung und sie kam mit ihrer Schwester Rosa bei der Schriftstellerin Thekla Merwin und deren Tochter, der Juristin Martha Merwin (1911–1944), unter. Ab dem 18. August 1942 waren die vier Frauen in einer Sammelwohnung in der Marc-Aurel-Straße 5 gemeldet. Während die anderen drei Frauen 1942 in das Ghetto Theresienstadt deportiert wurden und 1944 im KZ Auschwitz ermordet wurden, gelang es Amalia Rosenblüth unter dem Namen Margarete Dengler als U-Boot unterzutauchen. Nachweisbar ist ein Meldezettel in Wertheim am Main.
Nach dem Krieg wurde sie vom Landrat von Tauberbischofsheim als politisch Verfolgte anerkannt. 1947 gelang Dengler die Ausreise in die USA, wo sie 1948/49 als Instructor of Psychology/Philosophy sowie Bibliothekarin am Idaho State College Arbeit fand. 1955 erhielt sie die US-amerikanische Staatsbürgerschaft. 1952 versuchte sie nach Wien zurückzukehren und dort eine Beschäftigung aufzunehmen. Obwohl sich Erich Heintel, Rudolf Carnap, Herbert Feigl und Gustav Bergmann für sie einsetzten, wurde dieses Ersuchen von der Universität abgelehnt. Nach Jahren beruflicher und finanzieller Unsicherheit fand Dengler schließlich eine Anstellung an der Bibliothek der University of Washington in Seattle, die sie bis zu ihrem 84. Lebensjahr innehatte. Ihr Grab befindet sich im Arkadenhof der Feuerhalle Simmering.
Dengler ist in René A. Spitz’ Hauptwerk „Vom Säugling zum Kleinkind. Naturgeschichte der Mutter-Kind-Beziehungen im ersten Lebensjahr“ als Mitarbeiterin genannt.

## Dissertation
- Über das sogenannte disjunktive Urteil in der neueren Logik. Diss. Univ. Wien, 1916.[3]